# Arabian Prince
Arabian Prince, né Mik Lezan le 17 juin 1965 à Compton en Californie, est un rappeur et producteur de musique américain, ancien membre des N.W.A.

## Biographie
Lezan commence sa carrière musicale encore écolier, enregistrant des mixtapes après des heures à écouter la radio KACE radio (où son père travaillait) et en mixant occasionnellement à l'école. Arabian Prince enregistre ses propres chansons entre 1982 et 1983, produit pour Bobby Jimmy and the Critters en 1984, et collabore avec Egyptian Lover, World Class Wreckin' Cru, et L.A. Dream Team. Il produit également le single Supersonic pour JJ Fad. Lezan est l'un des membres fondateurs du groupe N.W.A,, ; cependant, au retour d'Ice Cube de la Phoenix Institute of Technology en 1988, Arabian Prince devient de trop pour le groupe — Eazy-E, Ice Cube et MC Ren étaient les principaux chanteurs, DJ Yella le disc jockey et Dr. Dre le principal producteur.
Après son départ de N.W.A, Arabian Prince se lance dans une carrière solo. Son premier album solo, Brother Arab, est publié en septembre 1989 au label Orpheus Records, et atteint la 193e place du Billboard 200. Il continue dans sa lignée et publie son deuxième album Situation Hot le 22 février 1990 au label Macola Records, son troisième album Tha Underworld Followed en 1992 chez EMI Distribution, et son quatrième album Where's My Bytches le 16 avril 1995.
Au milieu des années 2000, il revient dans la musique, avec son projet Professor X au label néerlandais Clone records. En 2007, il devient DJ à la tournée 2K Sports Holiday Bounce Tour avec les membres du label Stones Throw. En 2008, Stones Throw publie une compilation de ses chansons électro-rap des années 1980.
Dans le film NWA : Straight Outta Compton sorti en 2015, il est interprété par Brandon LaFourche.

## Discographie

### Albums studio
- 1989 : Brother Arab
- 1990 : Situation Hot
- 1992 : Tha Underworld Followed
- 1993 : Where's My Bytches
- 2007 : Professor X
- 2008 : Innovative Life: The Anthology

### Avec N.W.A
- 1987 : N.W.A. and the Posse
- 1988 : Straight Outta Compton